# Per Federspiel
Per Torben Federspiel (født 9. april 1905 i Berlin, død 27. november 1994 i Kongens Lyngby) var en dansk politiker, jurist og minister for partiet Venstre.
Per Federspiel var søn af dr.jur. Holger Federspiel (1868-1934) og Asta Nutzhorn (1880-1951). Morfaderen var højskolelærer Heinrich von Nutzhorn fra Askov Højskole.
Da faderen var i England fik Per Federspiel den sidste del af sin skolegang på den engelske kostskole Harrow, hvor bl.a. Winston Churchill havde gået.
Herefter blev han indskrevet på jurastudiet ved Københavns Universitet. I studietiden blev han sekretær hos Viggo Berg, hans mors fætter og søn af venstrelederen Christen Berg. I 1931 blev han cand.jur. og i 1937 advokat med møderet for Østre Landsret. Han var knyttet til Max Rothenborgs advokatvirksomhed og fik derved kontakter med jødiske klienter, og et førstehåndsindtryk af jøders forhold i Hitlers Tyskland.
Under besættelsen var han ansvarlig for at arrangere finansieringen af en stor del af modstandsbevægelsen. Han var arresteret af Gestapo i oktober 1943, men klarede frisag; han blev imidlertid atter pågrebet i april 1944, og tilbragte det næste år i Vestre Fængsel, Horserødlejren og Frøslevlejren. Efter krigen blev han Frihedsfondens første formand.
Han blev minister for særlige anliggender i Ministeriet Knud Kristensen 1945-1947. Herefter i 1947 medlem af Folketinget fra 1947-1950 og igen 1957-1973. Han var medlem af Landstinget 1951-1953.
Han arbejdede stærkt for et tættere europæisk samarbejde og herunder også for Danmarks medlemskab af de europæiske fællesskaber, og var 1960-1963 formand for Europarådets Parlamentariske Forsamling som den eneste dansker nogensinde. Han blev medlem af Europaparlamentet ved Danmarks indtræden i EF i 1973.
Han var ligeledes vice-præsident for The International Commission of Jurists i 1960 da Tibets annektering af Kina blev undersøgt, og fundet ulovlig i deres undersøgelse, hvormed han spillede en stor rolle i FNs anerkendelse af den tibetanske eksil-regering.
Ved siden af sit politiske virke drev han sit advokatfirma, der siden er blevet en del af det store advokatfirma Gorrissen Federspiel.
Han blev Kommandør af Dannebrog i 1949 og af 1. grad 1974.
Begravet på Hørsholm Kirkegård.
Der findes en portrætbuste af Grethe Gyde fra 1947. Afbildet på karikatur af Bjarne Laursen fra 1974 (Amalienborgmuseet). Fotografier.